# اوتی
اوتی (به انگلیسی: Ooty) یک شهرک و شهرداری در هند است که در بخش نیلاگیری واقع شده‌است. اوتی ۸۸٬۴۳۰ نفر جمعیت دارد و ۲٬۲۴۰ متر بالاتر از سطح دریا واقع شده‌است.